# Віган (місто, Філіппіни)
Віган (ілок.: Ciudad ti Bigan; філ.: Lungsod ng Vigan) — місто та адміністративний центр провінції Південний Ілокос на Філіппінах. Місто розташоване в західній частині острова Лусон на березі Південнокитайського моря на відстані 407 кілометрів від столиці Філіппін Маніли. Згідно з переписом 2015 року населення міста становило 53 879 осіб. Завдяки унікальній архітектурі колоніального періоду, Віган є об'єктом Світової спадщини ЮНЕСКО. Місто засноване іспанськими колоністами в 1572 році.
Адміністративно поділяється на 39 баранґаїв. Площа міста становить 25 км2. Понад 60% території міста використовується для ведення сільського господарства. Основними транспортними засобами в місті є джипні, трицикли та кінні фургони. Клімат має чітко виражений сухий сезон з листопада по квітень. Середньорічна кількість опадів 2 506 мм.
В місті розташований Університет Північних Філіппін.